# Gerben Abma
Gerben Abma (Folsgare, 29 maart 1932 – Amsterdam, 5 december 2016) was een Nederlands historicus en schrijver. Zijn romans schreef hij in het Fries.

## Levensloop
Abma werd geboren als zesde kind in een calvinistisch boerengezin dat ten slotte tien kinderen zou tellen. Zijn broer Willem Abma (1942) is eveneens schrijver.
Hij volgde de HBS-B, haalde daarna het staatsexamen gymnasium-A en studeerde theologie aan de Universiteit van Amsterdam. Na zijn kandidaatsexamen te hebben gehaald besloot hij van studierichting te veranderen. Hij studeerde af in geschiedenis en haalde daarnaast een diploma wetenschappelijk archiefambtenaar. In 1980 promoveerde Abma aan de Vrije Universiteit Amsterdam op het proefschrift Geloof en politiek: confessionele partijvorming in Friesland: ontstaan en eerste jaren (1852-1871).
Al tijdens zijn studententijd begon Abma te schrijven. Zijn werk verscheen onder andere in de tijdschriften It Heitelân, Stiennen Man en Stim fan Fryslân. Hij debuteerde in 1962 met de roman De útfanhuzer die matig werd ontvangen. De Gersridders (1969) won de eerste prijs van de Kristlik Fryske Folks Bibleteek en werd uitgegeven als premieboek. Daarnaast probeerde Abma de contacten tussen Friese en Nederlandse schrijvers te verbeteren. Hij richtte in 1967 met Feijo Sixma van Heemstra en Josse de Haan het tweetalige tijdschrift A-wyt op, dat ruim twee jaar later weer werd opgeheven. In het blad gebruikte hij het pseudoniem G. Jelles. Abma ontwikkelde zich tot een gevreesd polemist, maar spande in 1971 een rechtszaak aan toen hij door collega-schrijver Jo Smit "in moreel defect minske" (een moreel defect mens) en "in troch en troch sik en teheistere brein" (een door en door ziek en geteisterd brein) werd genoemd, wegens zijn harde aanval op Freark Dam. Smit kwam er met een boete van 50 gulden van af.
Abma was geschiedenisleraar te Leeuwarden en aan de rijksscholengemeenschap Magister Alvinus te Sneek. Hij was verder hoofdredacteur en eindredacteur van de Encyclopedie van het hedendaagse Friesland (1975), een tweedelige encyclopedie over Friesland, uitgegeven door Van Seijen uit Leeuwarden. Met collega hoofdredacteur Klaas Jansma had hij in 1974 al Dwalend door het Hoge Noorden geschreven, een gids voor het Lauwersmeer en omgeving.
Na zijn pensionering vestigde hij zich in september 1991 te Amsterdam, waar hij een enige tijd duoraadslid voor het CDA was in de deelraad van Amsterdam-Centrum. Eerder was hij lid van de PvdA en DS '70 waar hij in 1975 nog enkele weken ad interim als partijvoorzitter fungeerde.

## Figurant
Abma was figurant in de film Voor een verloren soldaat (1992) van Roeland Kerbosch.

## Publicaties over Abma
- Gjalt Zondergeld: 'Levensbericht Gerrit Abma'. In: Jaarboek van de Maatschappij der Nederlandse Letterkunde te Leiden, 2016-2017, pag. 55-65

- Digitale Bibliotheek voor de Nederlandse Letteren: abma002
- Gemeinsame Normdatei: 1053045336
- International Standard Name Identifier: 0000 0000 2886 5832
- Library of Congress Control Number: n86091439
- Nederlandse Thesaurus van Auteursnamen: 069267960
- Virtual International Authority File: 38398337
- WorldCat: E39PBJgCPq4rfbXRqDBtFDQXh3